# فرنسيس تورنر (مهندس مدني)
فرنسيس تورنر (بالإنجليزية: Francis Turner) هو مهندس مدني أمريكي، ولد في 28 ديسمبر 1908 في دالاس في الولايات المتحدة، وتوفي في 6 أكتوبر 1999 في غولدزبورو في الولايات المتحدة.